# منافسة النمسا وبروسيا

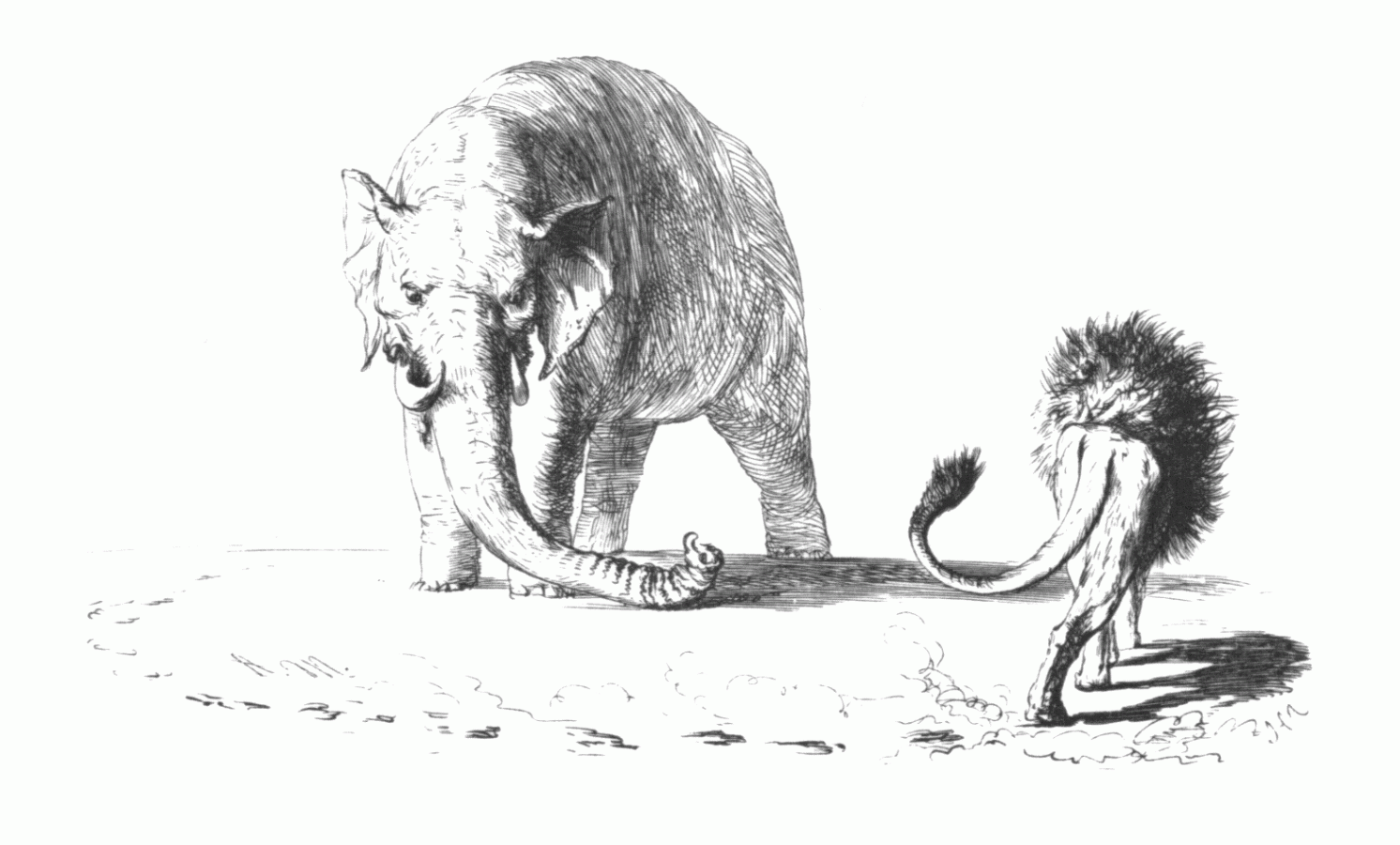
الأسد البروسي يدور حول الفيل النمساوي. رسم توضيحي لأدولف مينزل، 1846

كانت النمسا وبروسيا أقوى إمارات الإمبراطورية الرومانية المقدسة بحلول القرنين الثامن عشر والتاسع عشر وكانتا قد انخرطتا في صراع من أجل التفوق في وسط أوروبا. تميز التنافس الذي عُرف محليًا باسم الازدواجية الألمانية (بالألمانية: Deutscher Dualismus) بالصراعات الإقليمية الكبرى، والتنافس الاقتصادي والثقافي والسياسي على القيادة السيادية بين الشعوب الناطقة بالألمانية.
التقى كلا الخصمان لأول مرة في حروب سيليزيا وحرب السنوات السبعخلال منتصف القرن الثامن عشر حتى ذروة الصراع في الحرب النمساوية البروسية عام 1866، ومع ذلك لم تكن العلاقات عدائية دائمًا، حيث تعاون البلدان بنجاح خلال الحروب النابليونية وحرب شليسفيغ الثانية.

## خلفية

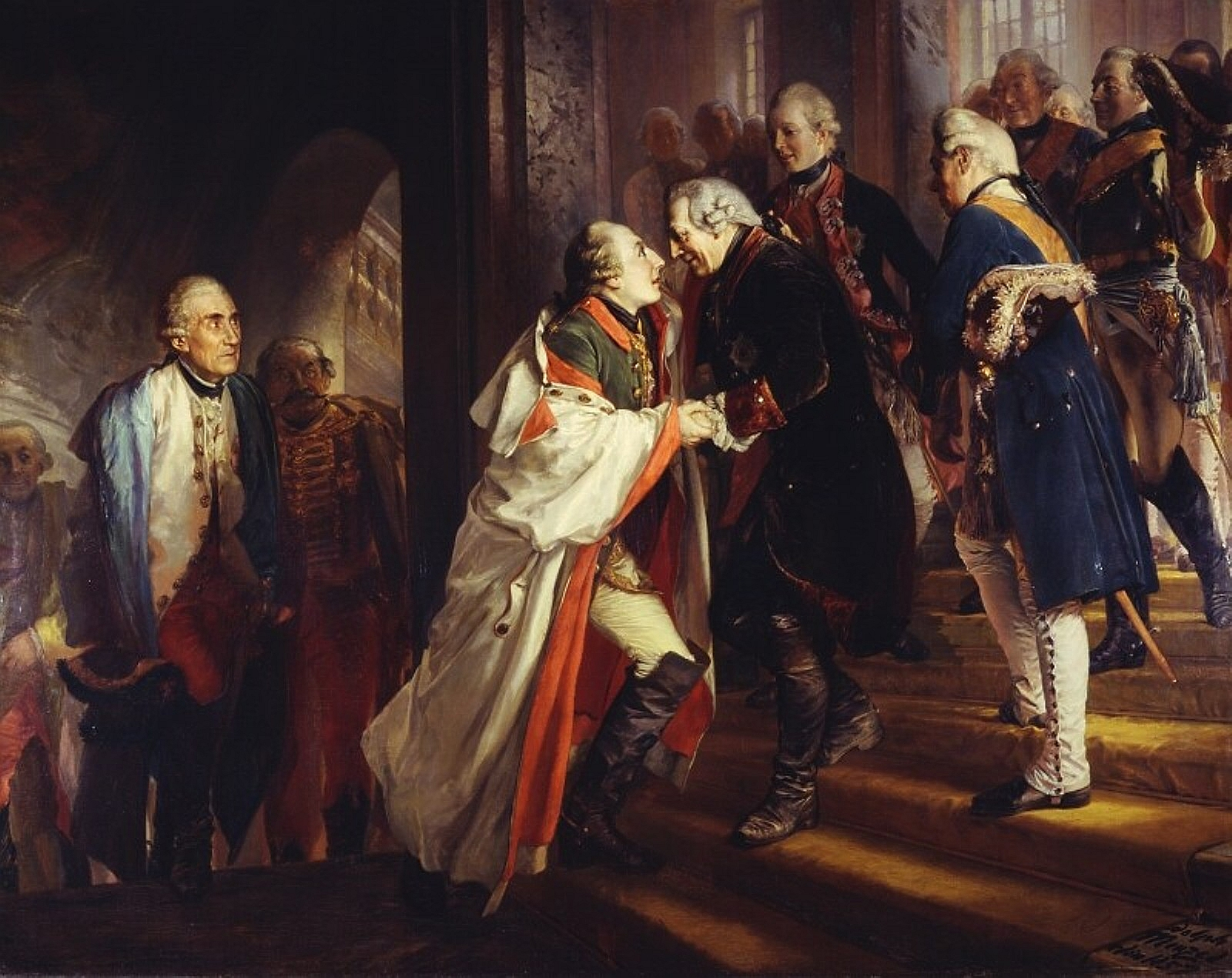
فريدريك الثاني ملك بروسيا وجوزيف الثاني الإمبراطور الروماني المقدس يلتقيان في نيس في 25 أغسطس 1769

تم إعلان مرغريفية براندنبورغ رسميًا كأحد الناخبين السبعة للإمبراطورية الرومانية المقدسة بموجب مرسوم الذهبي عام 1356، وامتدت معظم أراضيها إلى منطقة نيومارك الشرقية، وبعد حرب خلافة يوليش بموجب معاهدة إكسانتين عام 1614، اكتسبت أيضًا دوقية كليفه وكذلك مقاطعات مارك ورافنسبورغ الواقعة في شمال غرب ألمانيا. نمت أخيرًا خارج الحدود الإمبراطورية عندما أصبح ناخبو هوهنزولرن في عام 1618 دوقات بروسيا، ثم إقطاعية للتاج البولندي، وحُكمت أراضي براندنبورغ بروسيا في اتحاد شخصي. في عام 1653، استحوذ «الناخب العظيم» فريدريك ويليام على بوميرانيا البعيدة ووصل إلى السيادة الكاملة في دوقية بروسيا بموجب معاهدة فيلاو لعام 1657 التي أبرمت مع الملك البولندي يان الثاني كازيمير فاسا. في عام 1701، توصل ابن فريدريك ويليام وخليفته فريدريك الأول إلى موافقة الإمبراطور ليوبولد الأول لإعلان نفسه ملكًا «في» بروسيا في كونيغسبيرج، فيما يتعلق بحقيقة أنه لا يزال يحتفظ بالكرامة الانتخابية لبراندنبورغ وأن اللقب الملكي كان صالحًا فقط في الأراضي البروسية خارج الإمبراطورية.
بدأ صعود منزل هابسبورغ النمساوي على مدى قرون مع انتصار الملك رودولف في معركة مارشفيلد واستيلاء الإمبراطور فريدريك الثالث على التاج الإمبراطوري عام 1452، حصل نسله ماكسيميليان الأول وفيليب العادل عن طريق الزواج على ميراث دوقيات البورغنديين والتاج الإسباني لقشتالة (tu felix Austria nube)، وتحت حكم الإمبراطور تشارلز الخامس، تطورت مملكة هابسبورغ إلى قوة أوروبية عظمى. في عام 1526 ، ورث شقيقه فرديناند الأول أراضي التاج البوهيمي وكذلك مملكة المجر خارج حدود الإمبراطورية، مما وضع الأساس لملكية هابسبورغ في أوروبا الوسطى. من القرن الخامس عشر إلى القرن الثامن عشر، كان جميع الأباطرة الرومان المقدسين هم أرشيدوقات النمسا من سلالة هابسبورغ، والذين احتفظوا أيضًا بالكرامة الملكية البوهيمية والمجرية.
بعد الإصلاح البروتستانتي، كان على آل هابسبورغ الكاثوليك قبول صلخ أوغسبورغ عام 1555 وفشلوا في تعزيز سلطتهم الإمبراطورية في حرب الثلاثين عامًا الكارثية. بناءا صلح وستفاليا عما 1648، كان على النمسا التعامل مع ارتفاع قوة براندنبورغ البروسية في الشمال، التي حلت محل اتخابية سكسونيا كدولة بروتستانتية رائدة. أدت الجهود التي بذلها «الناخب العظيم» و«الجندي الملك» فريدريك فيلهلم الأول إلى إنشاء دولة تقدمية مع جيش بروسي عالي الفعالية، والذي كان عليه، عاجلاً أم آجلاً، أن يصطدم بمطالب هابسبورغ بالسلطة.

## التاريخ

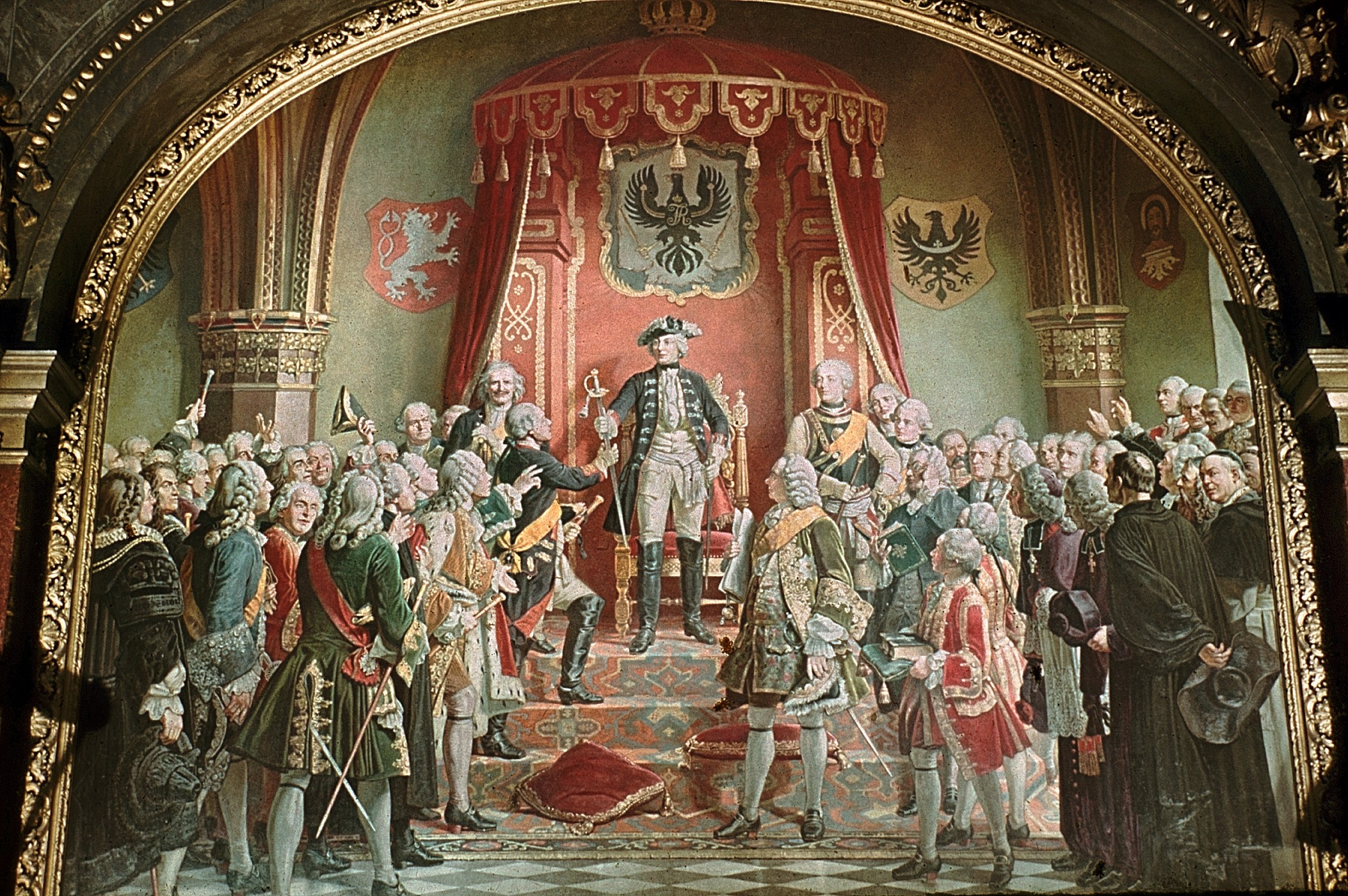
فريدريك يتلقى تكريمًا من دول سيليزيا، لوحة جدارية رسمها فيلهلم كامبهاوزن عام 1882.

قام التنافس إلى حد كبير عند وفاة الإمبراطور شارل السادس هابسبورغ في عام 1740، حيث شن فريدريش العظيم ملك بروسيا غزوًا سيليزيا النمساوية، بادئاً بذلك الحرب السيليزية الأولى (من بين ثلاث حروب سيليزية في المستقبل) ضد ماريا تيريزا. كان فريدريك قد نكث بوعده بالاعتراف بالعقوبة البراغماتية لعام 1713 وعدم قابلية أراضي هابسبورغ للتجزئة، حيث أشعل شرارة الحرب الأوروبية للخلافة النمساوية. هزم القوات النمساوية بشكل حاسم في معركة تشوتوزيتس عام 1742، وبعد ذلك اضطرت ماريا تيريزا، بموجب معاهدتي بريسلاو وبرلين، إلى التنازل عن الجزء الأكبر من أراضي سيليزيا إلى بروسيا.
في ذلك الوقت، كانت النمسا لا تزال تطالب بعباءة الإمبراطورية وكانت القوة الرئيسية للدول الألمانية المفككة. حتى عام 1745، تمكنت ماريا تيريزا من استعادة التاج الإمبراطوري من منافسها في فيتلسباخ تشارلز السابع من خلال احتلال أراضيه البافارية، ولكن على الرغم من تحالفها الرباعي مع بريطانيا العظمى، فشلت الجمهورية الهولندية وساكسونيا في استعادة سيليزيا: بدأت حرب سيليزيا الثانية مع تم تأكيد غزو فريدريك لبوهيميا عام 1744 وبعد انتصار البروسيين في معركة كيسيلسدورف عام 1745، وبموجب معاهدة درسدن، تم تأكيد الوضع الراهن قبل الحرب: احتفظ فريدريك بسيليزيا لكنه أقر أخيرًا بانضمام زوج ماريا تيريزا، الإمبراطور فرانسيس الأول. تم تأكيد الشروط مرة أخرى من خلال معاهدة إكس لا شابيل في عام 1748.
انتهزت ماريا تيريزا، التي لم تزل غاضبة بسبب فقدان أجمل جواهر تاجها، انتهزت التنفس لتنفيذ العديد من الإصلاحات المدنية والعسكرية داخل الأراضي النمساوية، مثل إنشاء الأكاديمية العسكرية التريزية في وينر نيوستادت عام 1751، ونجح مستشار الدولة المقتدر الأمير فينزل أنطون في الثورة الدبلوماسية عام 1756، متحالفًا مع فرنسا، خصم هابسبورغ السابق، تحت حكم الملك لويس الخامس عشر من أجل عزل بروسيا. كان فريدريك، مع ذلك، قد أكمل «الرباعية الجليلة» بإبرام معاهدة وستمنستر مع بريطانيا العظمى، وقام مرة أخرى بحرب استباقية حيث غزا ساكسونيا وافتتح حرب سيليزيا الثالثة (وحرب السبع سنوات الأوسع).
ومع ذلك فشل غزو براغ، وعلاوة على ذلك كان على الملك أن يتعامل مع القوات الروسية التي تهاجم بروسيا الشرقية بينما دخلت القوات النمساوية سيليزيا كما ساء وضعه عندما اتحدت القوات النمساوية والروسية لتلحق به هزيمة ساحقة في معركة كونرسدورف عام 1759. كُتبت لفريدريك النجاة وهو على حافة الهاوية بسبب الخلاف بين المنتصرين في «معجزة آل براندنبورغ» عندما توفيت إليزابيث إمبراطورة روسيا في 5 يناير 1762 وأبرم خليفتها بيتر الثالث السلام مع بروسيا. بموجب معاهدة هيبرتسبورغ عام 1763، كان على النمسا للمرة الثالثة الاعتراف بالضم البروسي. كانت المملكة المغتصبة قد انتصرت على القوى العظمى الأوروبية وستلعب دورًا حيويًا في المستقبل في «وفاق أوروبا».
ستقاتل كل من النمسا وبروسيا فرنسا في الحروب النابليونية، وبعد انتهائها أُعيد تنظيم الولايات الألمانية في 37 ولاية منفصلة أكثر توحيدًا من الاتحاد الألماني. بدأ القوميون الألمان في المطالبة بألمانيا موحدة، خاصة بحلول عام 1848 وثوراته، وتنازعوا حول أفضل دولة قومية لإنجاز هذا، وهي المسألة التي أصبحت تعرف باسم المسألة الألمانية. فضل حل «ألمانيا الصغيرة» (Kleindeutschland) ضم بروتستانت بروسيا جميع الولايات الألمانية باستثناء النمسا، بينما فضل حل «ألمانيا الكبرى» (Grossdeutschland) سيطرة النمسا الكاثوليكية على الولايات الألمانية المنفصلة. أصبحت مسألة شليسفيغ هولشتاين أيضًا مقيدة في النقاش؛ شهدت حرب شليسفيغ الثانية خسارة الدنمارك أمام القوات المشتركة للنمسا وبروسيا، لكن بروسيا سيطرت لاحقًا على المقاطعة بعد الحرب النمساوية البروسية، وبالتالي تم استبعاد النمسا من ألمانيا. بعد الحرب الفرنسية البروسية، تم توحيد ألمانيا تحت حكم بروسيا لتصبح الإمبراطورية الألمانية في عام 1871، وغالبًا ما يُنظر إلى التنافس على أنه تراجع بعد مؤتمر برلين عام 1878، أصبحت ألمانيا بقيادة بروسيا القوة المتفوقة على النمسا والمجر.